# Punto de fuga

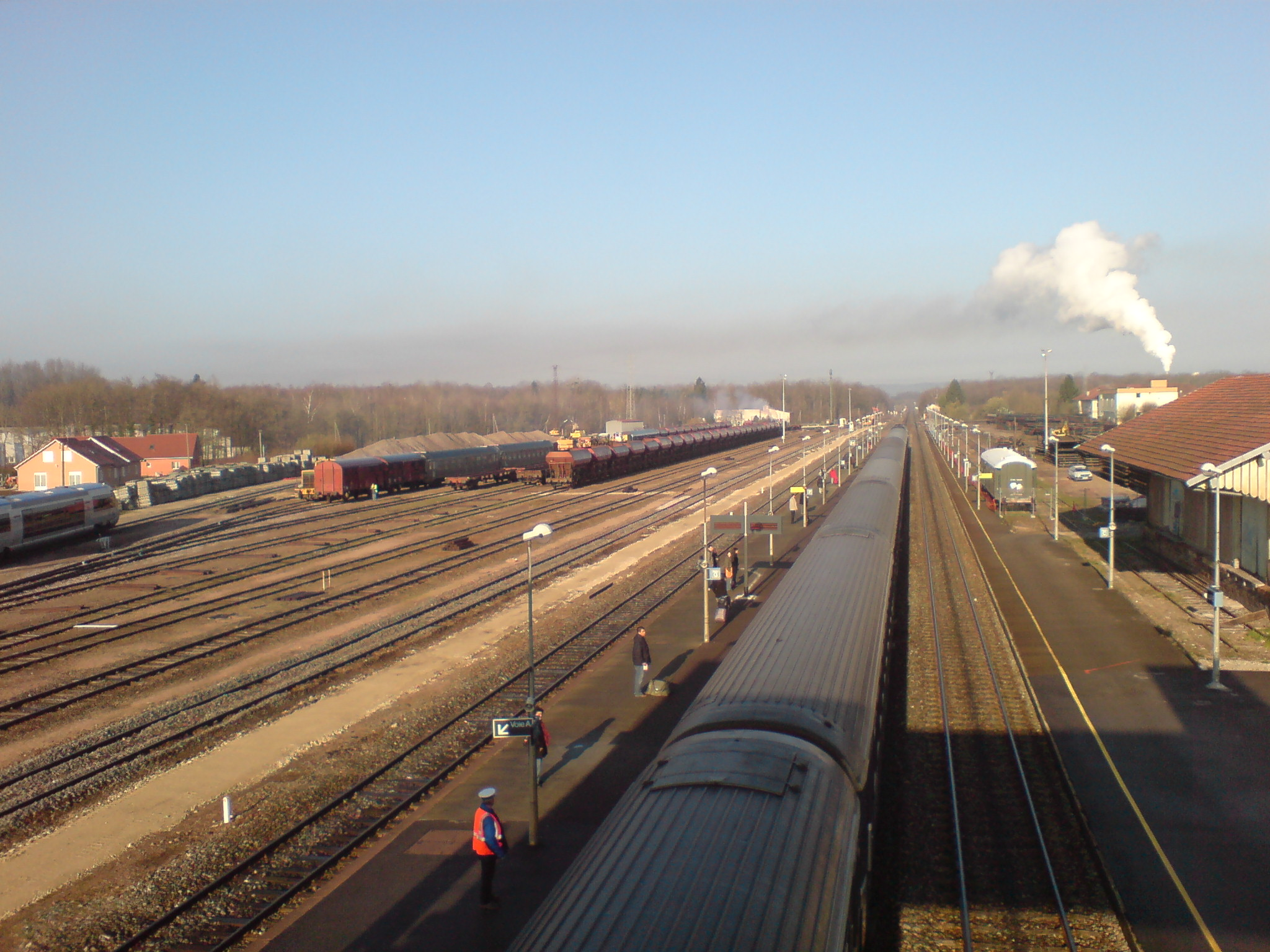
Punto de fuga situado en el horizonte.

Un punto de fuga, en un sistema de proyección cónica, es un lugar geométrico en el cual convergen las proyecciones de las rectas paralelas a una dirección dada en el espacio, no paralelas al plano de proyección. Es un punto impropio, situado en el infinito. Existen tantos puntos de fuga como direcciones en el espacio. Un punto de fuga correspondiente a una dirección dada en el espacio queda definido mediante la intersección entre el plano de proyección y un rayo con dicha dirección trazado desde el punto de vista
Un ejemplo intuitivo de punto de fuga es el lugar donde "veríamos confluir" los dos rieles de una vía rectilínea de tren dispuesta sobre un terreno plano infinito.

## Puntos de fuga

El punto de fuga es el lugar donde convergen todas líneas "paralelas" de color verde, y la línea del horizonte es la recta horizontal de color azul...

En una proyección dada, puede haber de uno a tres puntos de fuga para representar las tres direcciones ortogonales correspondientes a los tres ejes espaciales XYZ, según se mantengan paralelas al plano de proyección o se intersequen con él. Estos tres ejes se pueden imaginar como las aristas de un cubo...
En función de las direcciones de los ejes ortogonales respecto al plano de proyección, las perspectivas se denominan: 
- Perspectiva frontal: Con un solo punto de fuga sobre el dibujo. Ocurre cuando una de las caras del cubo es paralela al plano de proyección, por tanto dos ejes del espacio son paralelos al plano de proyección. Las proyecciones de las rectas en esas direcciones se verán realmente paralelas en el dibujo.
- Perspectiva oblicua: Con dos puntos de fuga. Ocurre cuando el cubo está parcialmente ladeado, y solo un eje espacial es paralelo al plano de proyección. Las rectas con esa dirección se proyectan realmente paralelas en el dibujo.
- Perspectiva aérea: Con tres puntos de fuga. Ocurre cuando el cubo está parcialmente ladeado y volcado. Ninguna dirección ortogonal es paralela al plano de proyección.

...
En el sistema de proyección cónica, las proyecciones de las rectas horizontales convergen siempre en la línea del horizonte; y solamente las proyecciones de las rectas paralelas al plano del cuadro no poseen un punto de fuga definido, pues también se proyectan realmente paralelas en el dibujo....

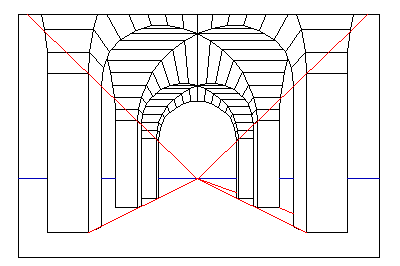
Un punto de fuga central. Vista frontal...
Dos puntos de fuga. Vista oblicua...
Tres puntos de fuga. Vista aérea...

.

## Altura del punto de vista

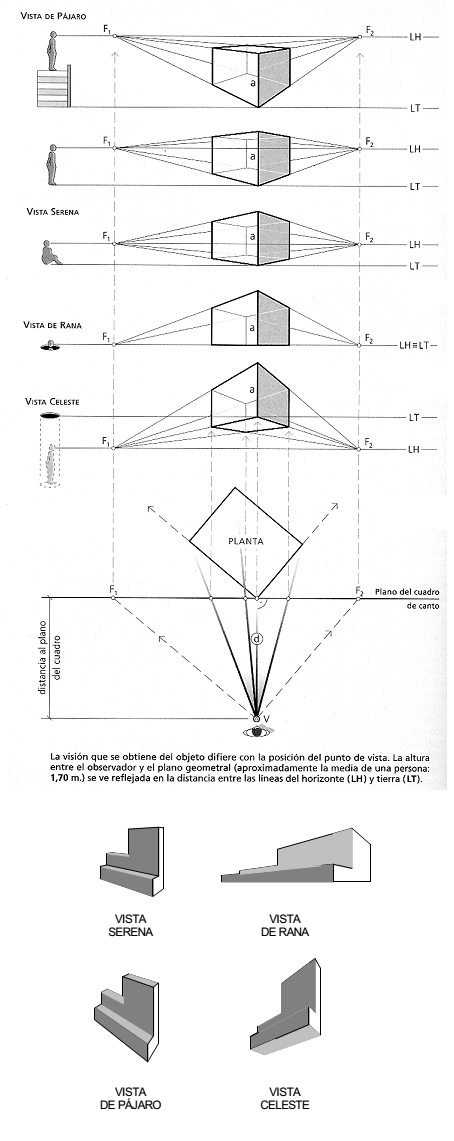
Vistas con dos puntos de fuga.

La distancia  existente entre el observador  y  el  plano  geometral  se  ve  reflejada en la altura H (distancia  entre la  L.H.  y  la  L.T.).  La  visión  que  se 
obtiene  del  objeto  difiere  notablemente  con  la  situación  del  punto  de vista,  como  se  observa  en  la  ilustración.  En  este  tipo  de  representaciones, tanto de interiores como de exteriores,  se  establece,  normalmente, una altura para la línea del horizonte (aproximadamente  la  media  de  una persona) 1,70 o 1,20 metros, según se considere de pie o sentado. 
Un  punto  de  vista  bajo  (perspectiva de  rana)  muestra  una  menor  proporción del plano de tierra, a la vez que disminuye  la  distancia  entre  la  línea 
del horizonte y la de tierra. Con este tipo de perspectiva se consigue resaltar la altura de los objetos. La representación  de  conjuntos  arquitectónicos  a  “vista  de  pájaro”  es  muy  empleada  para  ofrecer  claramente  la distribución urbanística. En este caso, la L.H se eleva muy por encima de la L.T. 
En la vista celeste se sitúa la L.T. por encima  de  la  L.H.  de  manera  que podamos  visualizar  la  planta  inferior del objeto...